# ماريو كوستا
ماريو كوستا (بالإيطالية: Mario Costa)‏ (و. 1904 – 1995 م) هو مخرج سينمائي، وكاتب سيناريو، ومونتير، وممثل، من إيطاليا، ولد في روما، توفي في روما، عن عمر يناهز 91 عاماً.

## وصلات خارجية
- ماريو كوستا على موقع IMDb (الإنجليزية)
- ماريو كوستا على موقع أول موفي (الإنجليزية)
- ماريو كوستا على موقع قاعدة بيانات الأفلام السويدية (السويدية)
- ماريو كوستا على موقع قاعدة بيانات الفيلم (الإنجليزية)
- ماريو كوستا على موقع كينوبويسك (الروسية)